# Гребінка Євген Павлович
Євге́н Па́влович Гребі́нка (нар. 21 січня (2 лютого) 1812, Убіжище, Пирятинський повіт, Полтавська губернія, Російська імперія — 3 (15) грудня 1848, Санкт-Петербург, Російська імперія) — український письменник, байкар, педагог, видавець. Старший брат архітектора Миколи Гребінки.

## Життєпис
Народився 2 лютого 1812 року на хуторі Убіжище Гребінківського на Полтавщині (нині — село Мар'янівка) в сім'ї відставного штабсротмістра Павла Івановича Гребінки та його другої дружини Надії Іванівни Чайковської.
Початкову освіту здобув у домашніх умовах. У 1825—1831 роках навчався у Ніжинській гімназії вищих наук. У гімназії почав писати вірші. 1827 року написав драматичний твір для самодіяльного театру «В чужие сани не садись». 
У 1829 році почав працювати над перекладом на українську мову поеми Олександра Пушкіна «Полтава». Брав участь у виданні рукописних журналів, складених із учнівських творів Миколи Гоголя, Нестора Кукольника, Миколи Прокоповича, Ганни Гребінки. 1831 року закінчив гімназію. Того ж 1831 року на сторінках «Украинского альманаха» в Харкові під псевдонімом Євген Гребенкин побачив світ його перший друкований твір — вірш рос. «Рогдаев пир» («Рогдай сидел между друзей…»).

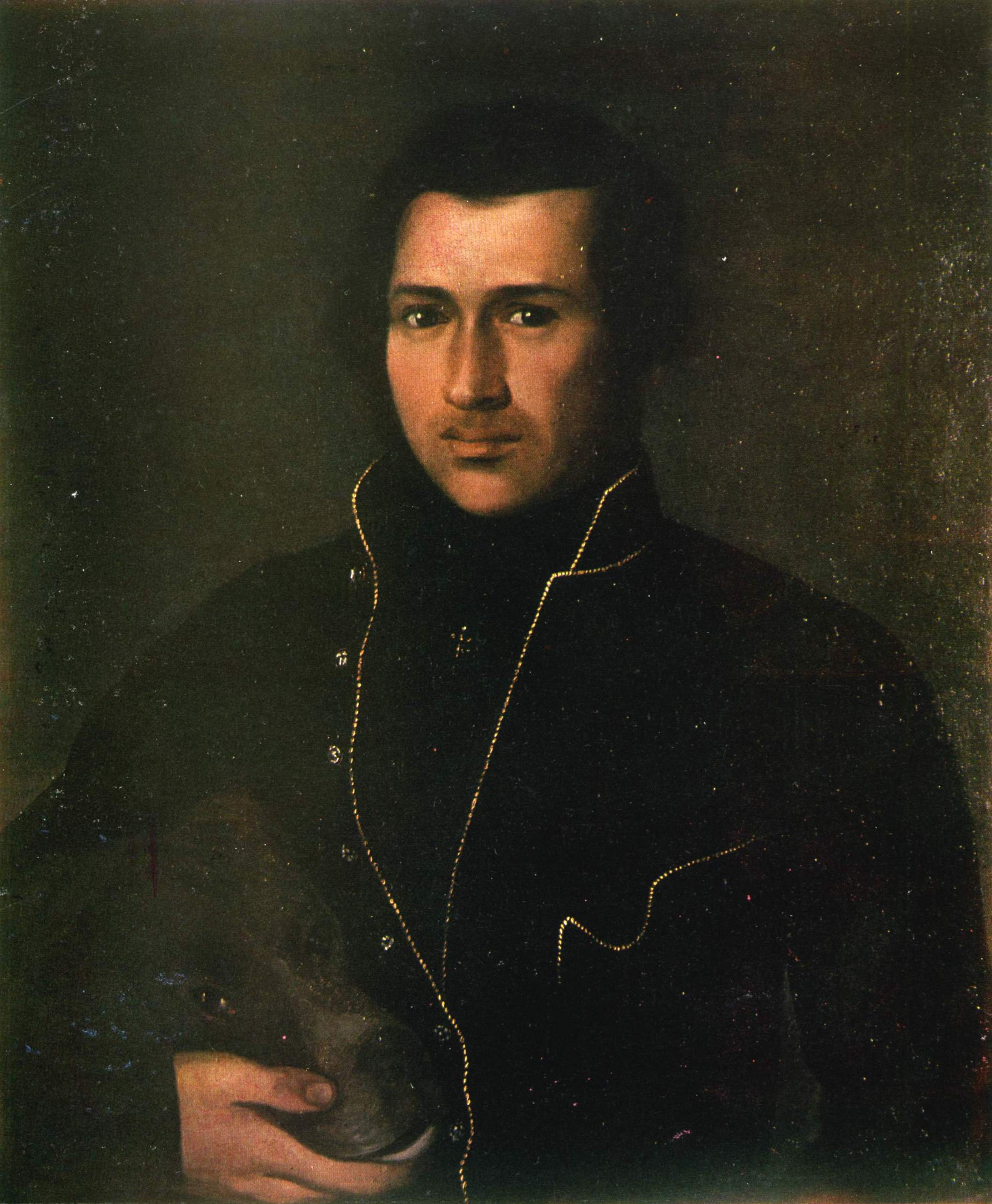
Євген Гребінка. Художник Аполлон Мокрицький, 1833 рік. Колекція Національного музею історії України

У вересні 1831 року повітове дворянство відрядило оберофіцера Гребінку до 8-го резервного Малоросійського полку, сформованого для придушення польського повстання, але полк з Пирятина не вийшов, і у вересні, після поразки повстанців у Варшаві, Гребінка вийшов у відставку.
1834 року Гребінка переїхав до Санкт-Петербурга, де працював як чиновник, а з 1838 року став викладати російську словесність у військових училищах. Восени вийшла його збірка «Малороссийские приказки», до неї ввійшли переважно байки, а також кілька ліричних віршів, які вже були виразно романтичні за стилем. У 1836 році вийшов переклад поеми Олександра Пушкіна «Полтава» українською мовою. Поруч із творами рідною мовою Гребінка багато писав російською. Це була єдина можливість утвердитися в петербурзькому літературному середовищі. Романтичні вірші поета відразу набули неабиякого розголосу. Його «Очи черные…» та «Помню, я еще молодушкой была…» стали російськими народними романсами.
У червні 1835 року Іван Сошенко познайомив Гребінку з Тарасом Шевченком.

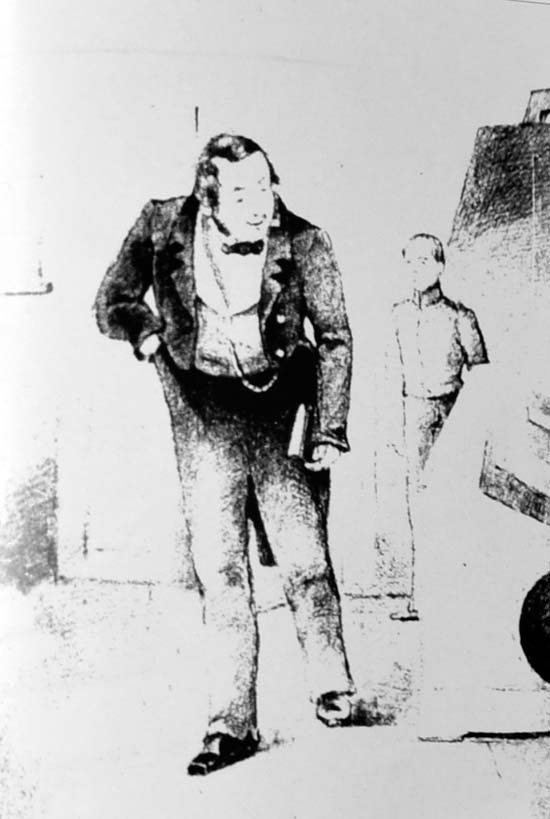
Євген Гребінка входить до класу учнів-кадетів. Дружній шарж брата Миколи

З 1837 року працює вчителем російської мови у Дворянському полку. Бере участь в організації викупу Тараса Шевченка з кріпацтва, збирає твори українською мовою й клопочеться про випуск їх у додатках до журналу «Отечественные записки». Одержавши відмову, із зібраних для додатків матеріалів укладає альманах «Ластівка», який вийшов 27 квітня 1841 року.
1840 року Гребінка допоміг Шевченкові у виданні «Кобзаря». Письменник заохочував Шевченка до поетичної творчості, обіцяючи видати вірші. 1839 року до Петербурга з України приїхав П. І. Мартос, якого Гребінка познайомив з Шевченком і його творами, які, мовляв, можна було б видавати, та немає грошей. Мартос взявся фінансувати видання. Таким чином з'явився на світ 1840 року Шевченків «Кобзар» невеличкою книжечкою, до якого були вміщені «Думи мої», «Перебендя», «Катерина», «Тополя», «На що мені чорні брови», «До Основ'яненка», «Іван Підкова» і «Тарасова ніч».
Того ж 1840 року в журналі «Отечественные записки» вийшла Гребінчина повість «Записки студента», а в «Утренней заре» — повість «Кулик».
1842 року пише повість «Сеня».
У 1843 році Гребінка відвідав Україну, був у Харкові, разом з Шевченком побував у маєтку Тетяни Волховської в селі Мойсівка. Того ж року в журналі «Отечественные записки» надруковано роман «Чайковський» з епіграфами, взятими із Шевченкових творів.
1844 року Гребінка одружився з Марією Василівною Ростенберг († 15 грудня 1894 р.), у шлюбі з якою у них народилася донька Надія (у шлюбі Базилевська). Того ж року вийшов його роман «Доктор».
1845 року познайомився з Пантелеймоном Кулішем, написав нарис «Петербургская сторона».
У 1847 році відкрив своїм коштом у селі Рудці Лубенського повіту на Полтавщині парафіяльне училище для селянських дітей. Того ж року вийшли повість «Заборов» та «Приключения синей ассигнации». З 1846 року Гребінка почав видавати зібрання своїх прозових творів. До кінця 1848 року він видав вісім томів. Помер Гребінка 3 грудня 1848 року від туберкульозу в Петербурзі. Тіло його перевезли в Убіжище, де й поховали 13 січня 1849 року в сімейному склепі.

## Творчість

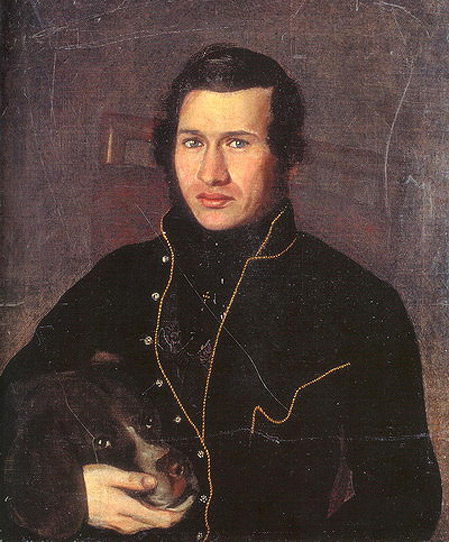
Євген Гребінка. Худ. Аполлон Мокрицький, 1833 р. Колекція Національного музею Тараса Шевченка

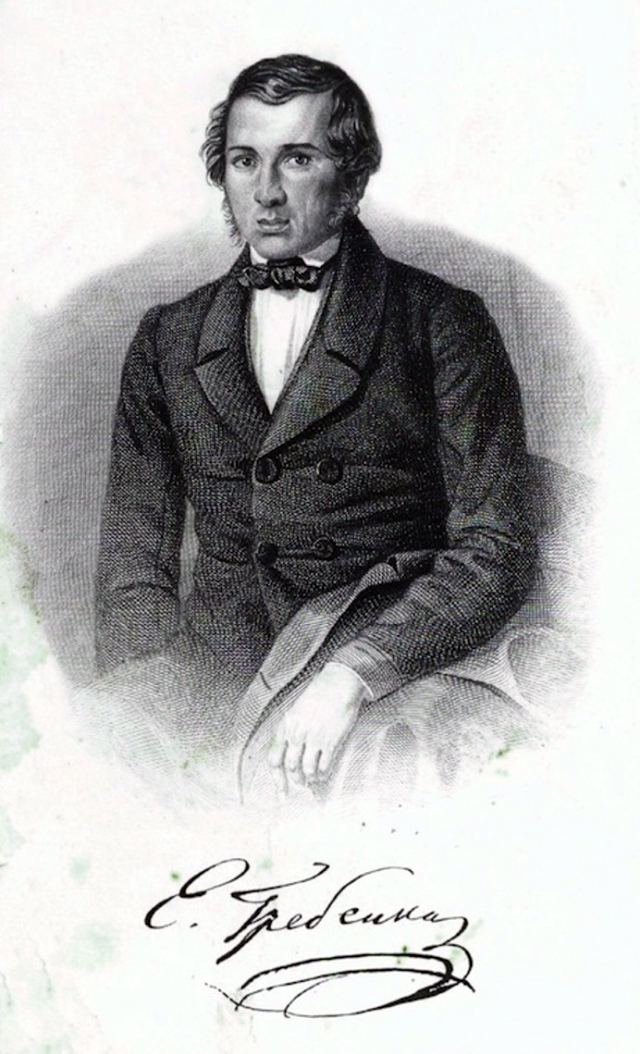
Євген Гребінка, гравюра за портретом

Українське суспільство у 1820—1830-х роках, коли зростав талант Євгена Гребінки, розвивалося в умовах загострення суспільно-політичних відносин, зростання ліберальних і радикальних настроїв. Після наполеонівської війни 1812 року, коли багато жителів Росії й України ознайомилися з життям Європи та порівняли його зі своїм середньовічним кріпацтвом, почали виникати таємні політичні товариства, з яких 14 грудня 1825 виросло декабристське повстання в Петербурзі. 28 грудня це повстання відбулося в Україні, під Васильковом, де збунтувався піхотний полк, загітований декабристами. Новий спалах національної самосвідомості після придушення декабристського руху відбувся під час польського повстання 1831 року, яке знайшло жвавий відгук у середовищі радикально настроєного українського громадянства. Прояви українського національного відродження, зініційовані польським визвольним антиросійським рухом, ширилися на Лівобережній Україні.
Водночас на Правобережній Україні, на колишніх українських землях Польщі, розвиток національної самосвідомості відбувався під впливом української школи польських письменників, найяскравішими представниками якої були Северин Гощинський, Богдан Залеський, Антоній Мальчевський, Юліуш Словацький, Тимко Падура. У ті часи починали свою діяльність Микола Костомаров, Пантелеймон Куліш, Микола Гулак, Опанас Маркович. Уже було видано славнозвісний збірник українських пісень Михайла Максимовича. Надзвичайною популярністю користувалася «Енеїда» Івана Котляревського, яка започаткувала нову українську літературу, писану живою народною мовою. Ці прояви національного відродження в часи царювання Миколи І викликали непримиренну ворожість. Царизм в усіх проявах національного життя вбачав сепаратизм і вживав заходів щодо остаточної асиміляції українських провінцій.
У таких умовах виник так званий романтичний напрям української літератури дошевченківського періоду, яка живилася подіями народного життя й надихалася ідеями національного відродження. Євген Гребінка, як і багато хто в українській, російській та польській літературі, вдавався в умовах миколаївської реакції до жанру байки, яка мала в Україні давні традиції й досягла найвищого рівня у XVIII столітті в «Баснях Харьковских» Григорія Сковороди та в російських байках Івана Крилова. Гребінка творчо переосмислив здобутки попередників у жанрі байки й надав їм ширшого жанрового звучання, ввівши в них українські реалії та думки, що відображають світогляд українського селянина.
У байках Гребінки відбито соціальні суперечності тогочасної дійсності. Езопівською, сповненою алегорій мовою, він, бачачи соціальну й національну несправедливість тогочасної царської Росії, наважувався говорити сувору і сміливу правду. Майже в усіх його байках хижакам і гнобителям протистоїть простий чоловік, який має здоровий глузд і мораль, і цим протиставляється автором багатим, крутіям, здирникам, чинодралам. Наприклад, у байці «Ведмежий суд» він викриває тогочасні порядки, продажність і корупцію в судових установах миколаївської Росії, де судді, Ведмеді та Вовки, за доносом Лисиці готові розтерзати жертву, бідолашного Вола, за те, що той лиш «їв сіно, і овес, і сіль». Вола за скоєні злочини «справедливий» суд постановив:
…четвертувать

І м'ясо розідрать суддям на рівні часті,

Лисичці ж ратиці оддать".
Більшість байок Гребінки — «Зозуля та Снігир», «Сонце та Хмари», «Рожа та Хміль», «Школяр Денис», «Грішник», «Ворона і Ягня», «Вовк і Огонь» та інші — своїм корінням сягають у народну творчість і побудовані на зіставленні двох моралей — панської і народної, хижацької і гуманної. Для своїх байок Гребінка використовує традиційні в народній творчості персонажі Ведмедя, Вовка, Лисиці, Орла, а з другого боку постають Віл, Зозуля, Снігур, Ягня, Конопляночка. Завдяки цьому образи й ідеї його творів були зрозумілими для народу й виконували свою моралізаторську та повчальну роль. В одній з найкращих своїх байок — «Вовк і Огонь» Гребінка у досить сміливій критичній формі так висловлює характер взаємовідносин між багатими і бідними:
3 панами добре жить, Водиться з ними,

хай тобі господь поможе,

Із ними можна їсти й пить,

А цілувать їх — крий нас боже!
У своїх байках, коротких мініатюрах, побудованих, як у драматичних творах, на протиставленні й зіткненні характерів, добра і зла, Гребінка досяг простоти й легкості стилю, влучності характеристики персонажів, завдяки чому його твори стали явищем в українській літературі того часу. І. Франко вважав, що «як байкопис, займає Гребінка перше місце в нашім письменстві. Його байки визначаються ярким національним і навіть спеціально лівобережним українським колоритом, і не менш здоровою суспільною і ліберальною тенденцією».
Євген Гребінка успішно виступав і як прозаїк, автор історичних повістей, нарисів та роману «Чайковський», присвяченого подіям визвольної війни 1648—1654 років. Цей роман Іван Франко називав улюбленим твором галицько-руської молоді 1860—1870-х років. Створено його на основі родинних переказів, оскільки мати Гребінки походила з роду Чайковських. У «Чайковському» Гребінка, продовжуючи лінію Миколи Гоголя, творами якого тоді зачитувалися Росія й Україна, створив широке епічне полотно, зобразив суворе життя козаків, їхню мужність і вірність у дружбі.

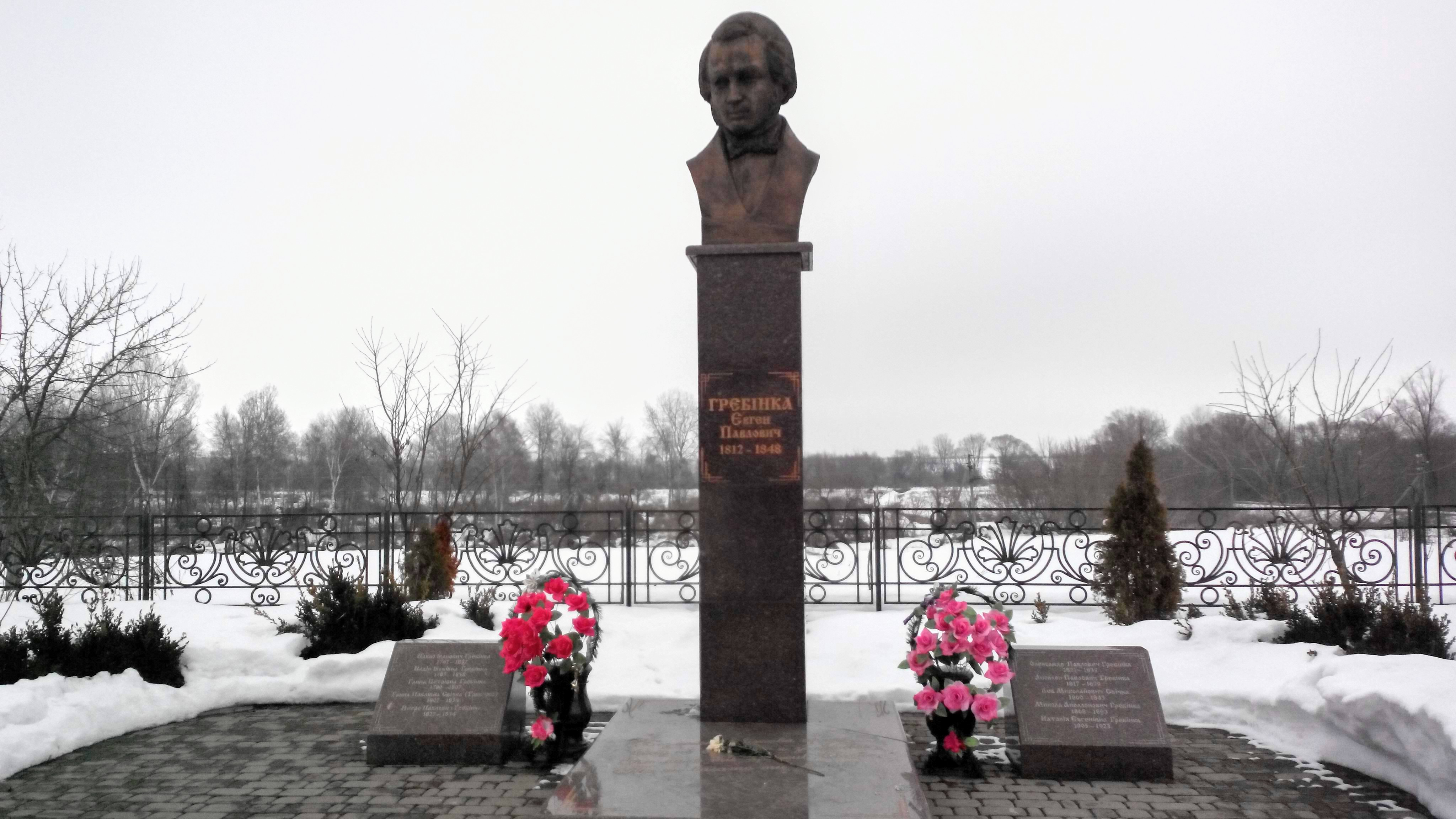
Могила поета у селі Мар'янівка

Гребінка звертався й до так званих злободенних тем, дуже гостро вирішуючи тему маленької людини у жорстокому суспільстві. Недарма його роман «Доктор» майже через півстоліття після смерті Гребінки А. Чехов називав серед найкращих творів тогочасної літератури, гідних для перевидання й народного читання. Велику популярність у другій половині XIX століття мали також повісті Гребінки «Приключения синей ассигнации» та «Кулик», в яких він у традиціях гоголівських творів показав жорстоку владу грошей у тогочасному суспільстві.
Окремою гранню творчості Гребінки є його лірична поезія українською та російською мовами. Найкращі з-поміж українських поетичних мініатюр — «Українська мелодія» («Ні, мамо, не можна нелюба любить») стала народною піснею. А російський романс на слова Гребінки «Очи черные, очи страстные» приніс Гребінці ще й світову славу. В історії української культури Гребінка залишився навічно ще й як щирий учасник у вирішенні Шевченкової долі, коли брав участь у викупленні його з кріпацтва та допоміг видати «Кобзар» 1840 року.
Одна з перших оцінок таланту Шевченка також належить Гребінці. В листі до Квітки-Основ'яненка 18 листопада 1838 року він писав: «Є тут один земляк Шевченко, що то за завзятий писати вірші! То нехай йому сей да той! Як що напише, так тільки цмокни, та вдар руками об поли! Він дав мені гарних стихів на збірник».

## Твори
- Будяк та коноплиночка
- Ведмежий суд
- Горобці та вишня
- Дядько на дзвониці
- Кулик (1840)
- Лебедь і гуси
- Пшениця
- Рибалка
- Українська мелодія
- Чайковський (1843)
- Човен (вірш) (1833)
- Записки студента (1841)
- Ніжинський полковник Золотаренко (1842)
- Богдан (1843)
- Доктор (роман)
- Приключения синей ассигнации (1847)

Автор слів відомого російського романсу «Очи черныя» (уперше було надруковано в «Літературній газеті» 17 січня 1843 року). Крім того, упорядкував один із перших українських альманахів «Ластовка» [Архівовано 9 вересня 2021 у Wayback Machine.] (1841). На думку Олени Галети, цей збірник «виділявся серед тогочасних альманахів насамперед тим, що містив твори усіх більш-менш значних українських авторів і пропонував читачеві збірний образ літератури, а не огляд художніх і наукових новинок».

### Видання творів
- [Байки]/ Є. Гребінка// Сковорода Г. Українська байка/ Г. Сковорода, Є. Гребінка, Л. Глібов. — Харків, 2006. — С. 96-115.
- Євген Гребінка. Твори у 3-х томах. — Київ, «Наукова думка», 1980—1981.
  - Т. 1. Байки. Поезії. Оповідання та повісті.
  - Т. 2. Повісті та оповідання. Роман Чайковський.
  - Т. 3. Повісти. Оповідання. Нариси. Статті та рецензії. Листи.

## Пам'ять

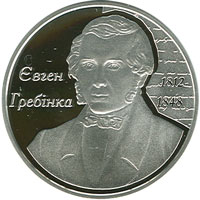
Монета НБУ присвячена Євгену Гребінці

Меморіальна дошка в Києві на місці, де був готель, в якому жив Євген Гребінка

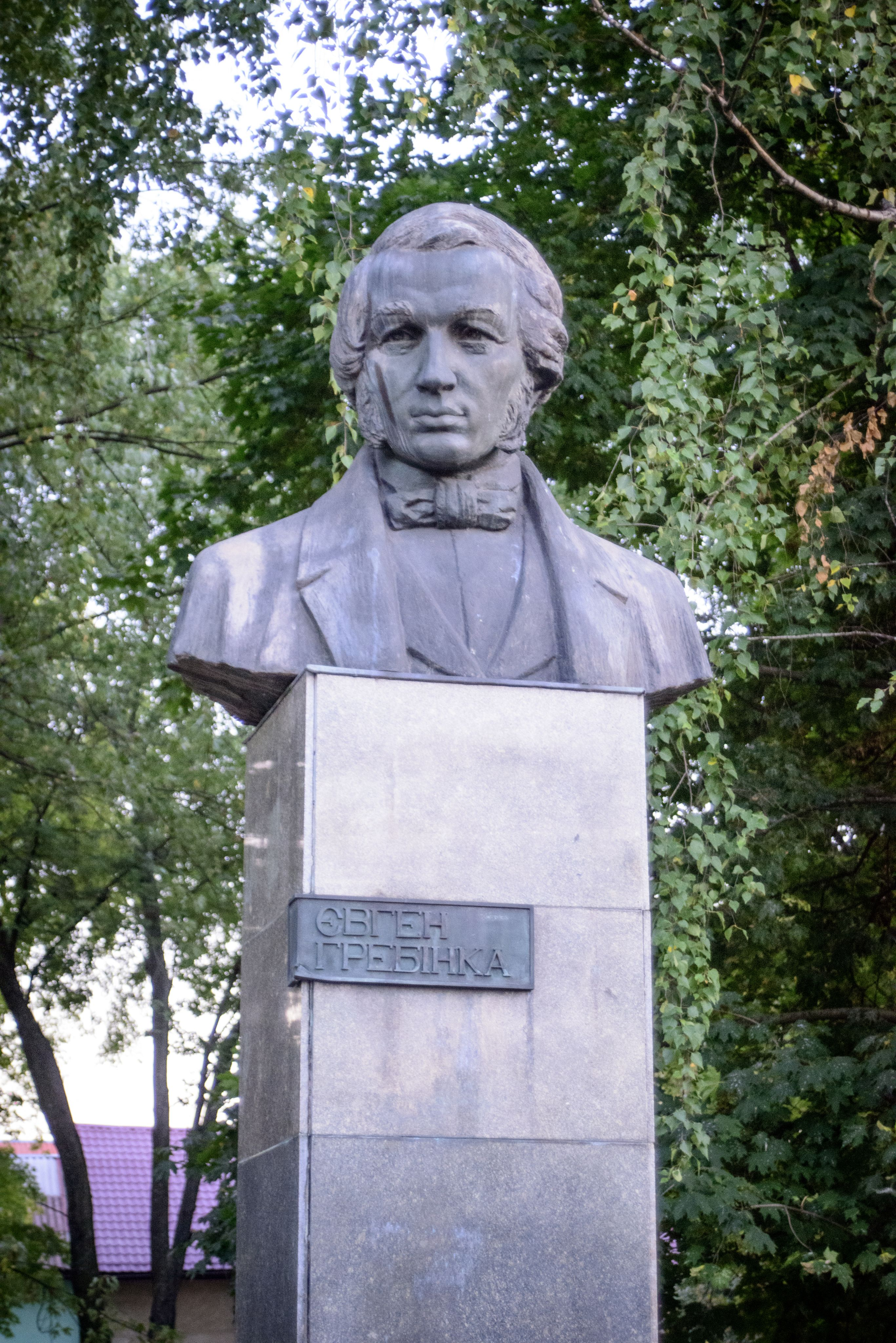
Пам'ятник у місті Гребінка

На честь Євгена Гребінки на початку ХХ століття названі місто й станція у Полтавській області.
У Києві, Полтаві, Гребінці, Мар'янівці та інших населених пунктах України вулиці носять ім'я Євгена Гребінки.
У Києві відкрито меморіальну дошку на будинку колишнього готелю, де зупинявся письменник.
Діють кімнати-музеї Євгена Гребінки в будинках культури міста Гребінка та селі Мар'янівка.
1987 року на честь 175-ліття письменника споруджено і урочисто відкрито пам'ятник у місті Гребінка.
До 200-річчя від дня народження, у 2012 році, Національний банк України випустив в обіг ювілейну срібну монету.
У 2017 році в м. Гребінка створена та діє громадська організація «Нащадки духовної спадщини Євгена Гребінки».
З 2017 року на батьківщині письменника (с. Мар'янівка та м. Гребінка) в інших місцях , повязаних з життям Є.П..Гребінки(Київ,Чернігівщина, Черкащина) проводиться Міжнародний фестиваль культури «Гребінчині вечорниці» Гребінчині вечорниці (засновник та президент фестивалю — Микола Рудаков).